# باني يياغر
باني يياغر (بالإنجليزية: Bunny Yeager)‏ هي عارضة ومصورة أمريكية، ولدت في 13 مارس 1930 في مقاطعة أليني في الولايات المتحدة، وتوفيت في 25 مايو 2014 في نورث ميامي في الولايات المتحدة بسبب قصور القلب.

## وصلات خارجية
- الموقع الرسمي
- باني يياغر على موقع IMDb (الإنجليزية)
- باني يياغر على موقع ميوزك برينز (الإنجليزية)
- باني يياغر على موقع ديسكوغز (الإنجليزية)
- باني يياغر على موقع قاعدة بيانات الفيلم (الإنجليزية)